# Ana Čolović Lešoska

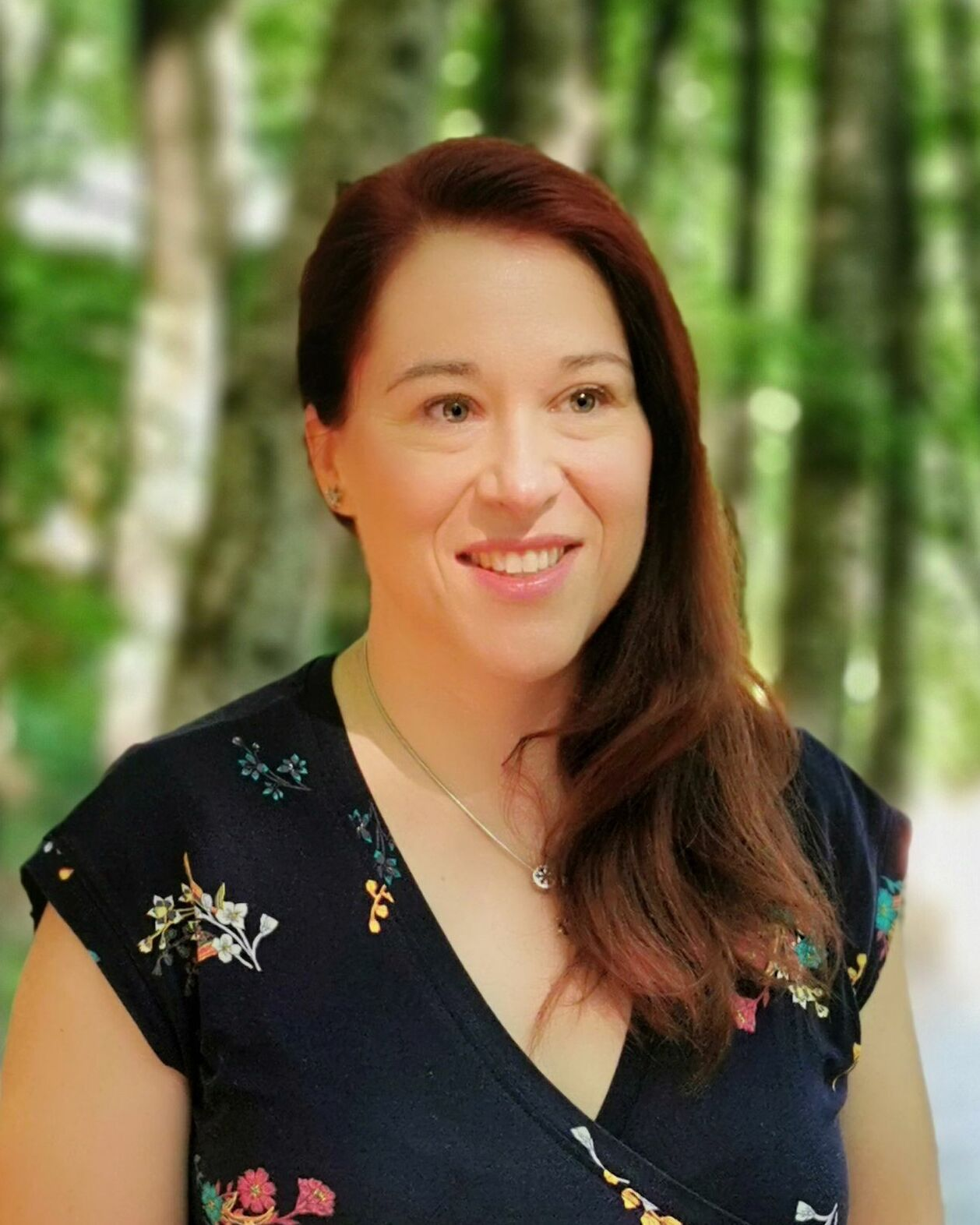
Ana Čolović Lešoska (2022)

Ana Čolović Lešoska (mazedonisch Ана Чоловиќ Лешоска; * 1979 in Skopje) ist eine nordmazedonische Biologin, die durch ihren erfolgreichen Kampf gegen ein Dammprojekt im Mavrovo-Nationalpark bekannt wurde, das gefährdete Arten wie den Balkanluchs bedrohte.

## Herkunft und Ausbildung
Ana Čolović Lešoska wurde 1979 in Skopje geboren. Sie absolvierte von 1997 bis 2007 ein Biologiestudium an der Universität Skopje. Von 2006 bis 2010 studierte sie berufsbegleitend am Ausbildungs- und Forschungsinstitut der Vereinten Nationen Umweltrecht und schloss mit einem Diplom ab.

## Karriere

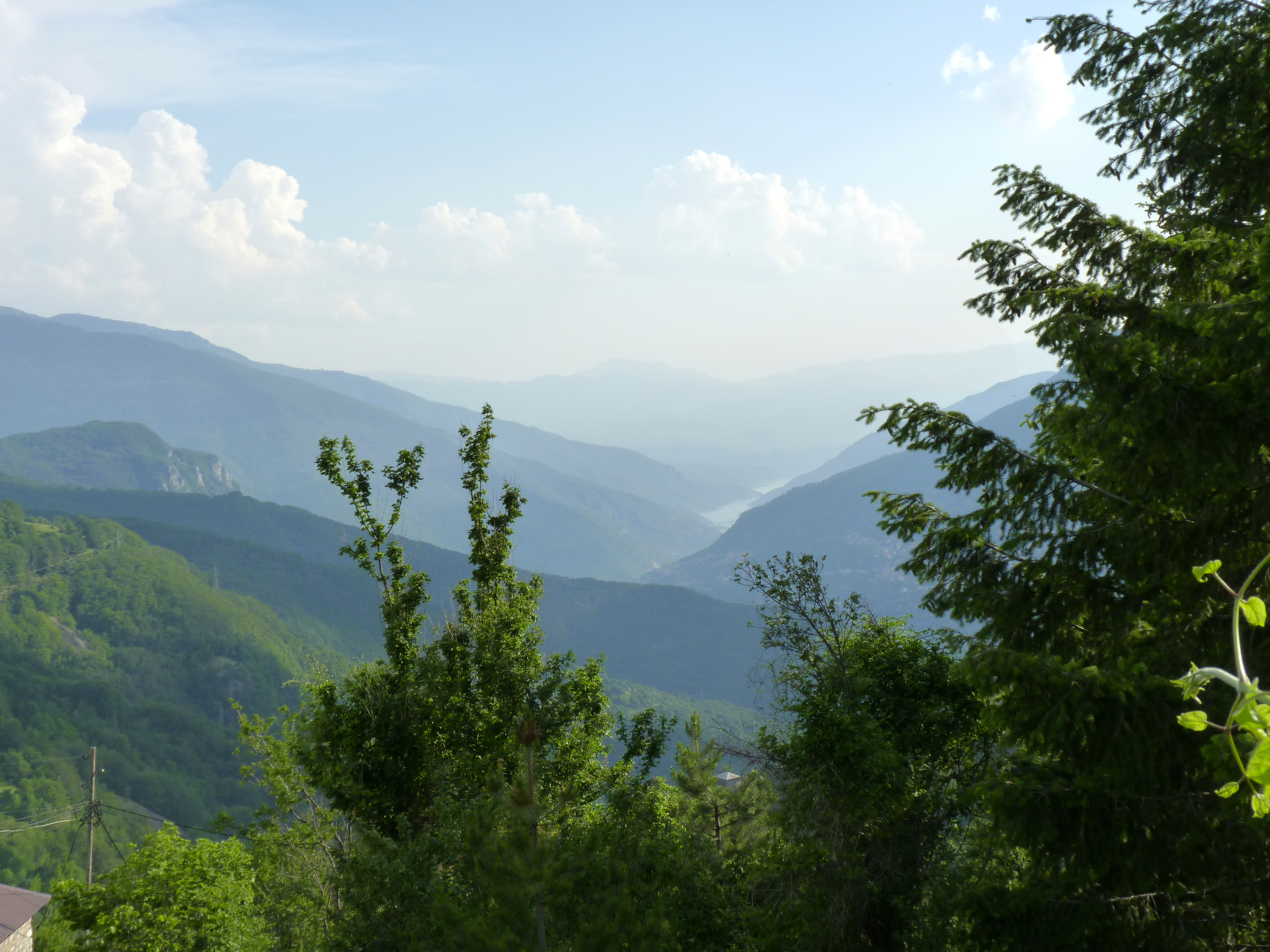
Mavrovo-Nationalpark

Seit der Gründung im September 2002 ist Ana Čolović Lešoska Exekutivdirektorin der Umweltschutzorganisation Eko-svest in Skopie mit Zuständigkeit für Projektentwicklung, -implementierung und Öffentlichkeitsarbeit.

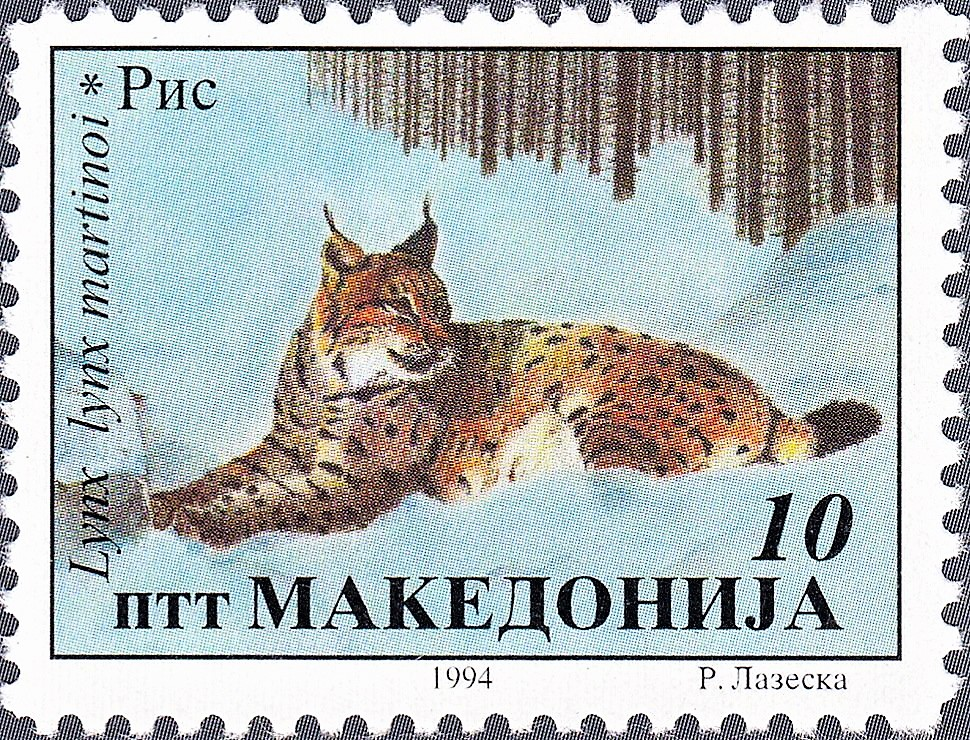
Balkanluchs auf einer nordmazedonischen Briefmarke

2010 hörte sie erstmals von Plänen zur Errichtung von Wasserkraftwerken im Mavrovo-Nationalpark im Nordwesten des Landes. Zu dem Projekt gehörten ein 70 m hoher Damm bei Lukovo-Pol und ein 33 m hoher Damm bei Boškov-Most in der Nähe von Debar. Lešoska nahm Kontakt zu Aktivisten vor Ort und anderen NGOs auf und startete die Kampagne „Rettet Mavrovo“. Im November 2011 reichte sie eine Beschwerde bei der Europäischen Bank für Wiederaufbau und Entwicklung (ERBD/EBWE) ein, die das Boškov-Most-Projekt durch ein Darlehen abgesichert hatte, und wies darauf hin, dass die vorgeschriebene Prüfung einer Gefährdung der biologischen Vielfalt nicht vorschriftsgemäß durchgeführt worden war. Sie forderte die Botschafter der im EBWE-Vorstand vertretenen Länder auf, auf eine Beendigung der Finanzierung zu drängen. Eine von ihr gestartete Petition, die die Regierung, die EBWE und die Weltbank aufforderte, die Projekte zu beenden, wurde von fast 100.000 Menschen unterzeichnet.
2013 reichte sie eine Beschwerde beim Sekretariat der Berner Konvention zur Erhaltung der europäischen wildlebenden Pflanzen und Tiere und ihrer natürlichen Lebensräume ein mit der Begründung, dass das Wasserkraftprojekt Boškov Most „entscheidende negative Auswirkungen auf den Luchs haben könnte“. Im Dezember 2015 entschied das Komitee der Berner Konvention, die EBWE und die Weltbank dringend aufzufordern, die Finanzierung auszusetzen, da das Projekt „entscheidende negative Auswirkungen auf den Luchs“ haben könnte. Die Weltbank zog die Finanzierung sofort zurück, wenige Monate später wurde die Umweltgenehmigung für das Projekt Boškov Most per Gerichtsbeschluss aufgehoben. Im Januar 2017 strich auch die EBWE die Finanzierung, was die Regierung veranlasste, die Arbeiten an den Dämmen im Nationalpark endgültig auszusetzen.

## Sonstige Aufgaben
Von 2006 bis 2010 arbeitete sie als Trainerin für NGOs und Verantwortliche in Verwaltungen und Regierungen am Kocka Training Institute. Von 2015 bis 2020 koordinierte sie für die NGO CEE Bankwatch Network die Beobachtung der Finanzierung von Entwicklungsprojekten im Rahmen von Development Education and Awareness-Raising-Programmen der EU. Seit Januar 2020 arbeitet sie in Teilzeit für den WWF Adria als Managerin des PA4NP-II-Naturschutzprojekts in Nordmazedonien.

## Auszeichnungen
- 2019 Goldman Environmental Prize[1][7]